# Xantippes Spitzmaus

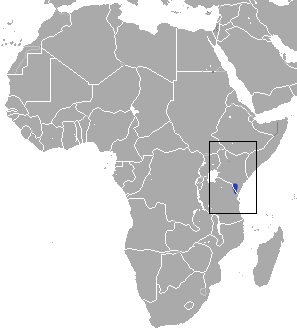
Verbreitungsgebiet von Xantippes Spitzmaus

Xantippes Spitzmaus (Crocidura xantippe) ist ein in Ostafrika verbreitetes Säugetier in der Gattung der Weißzahnspitzmäuse. Die Art ist vermutlich eng mit der Kleinen Roten Bisamspitzmaus (Crocidura hirta) verwandt. Im Jahr 1937 wurde eine ausgestorbene Spitzmaus aus dem Pleistozän beschrieben, die mit Crocidura xanthippe einen fast identischen wissenschaftlichen Namen erhielt, was zu Verwechslungen führen kann.
Ihren Namen erhielt die Art aufgrund des hitzigen Temperaments von Sokrates’ Ehefrau Xanthippe, das dem unsteten Verhalten einer Spitzmaus ähnelt.

## Merkmale
Diese recht große Spitzmaus erreicht eine Kopf-Rumpf-Länge von 89 bis 98 mm, eine Schwanzlänge von 55 bis 67 mm und ein Gewicht von 12 bis 14 g. Die Hinterfüße sind 14 bis 16 mm lang und die Länge der Ohren beträgt 10 bis 12 mm. Auf der Oberseite sind die Haare hellgrau, wobei einige braune Spitzen aufweisen, was ein gesprenkeltes Aussehen erzeugt. Die Grundfarbe der Unterseite ist hellgrau. Zusätzlich kommt ein gelbliches Längsband auf der Körpermitte vor, das am Hals schmal und ab der Brust zum Bauch hin breit ist. Xantippes Spitzmaus hat gelbbraune bis hellbraune Vorderpfoten und noch hellere Füße. Am Schwanz ist die hellgraue Unterseite nur undeutlich heller als die Oberseite. Die Ohren sind gut sichtbar.

## Verbreitung und Lebensweise
Diese Spitzmaus lebt in den Usambarabergen im Nordosten von Tansania und erreicht das nördlich angrenzende Hügelland in Kenia. Eine Population am Mount Nyiru im nordwestlichen Kenia gehört möglicherweise zu dieser Art. Die Exemplare werden meist zwischen 1100 und 1300 Meter Höhe registriert. Sie bewohnen trockene Savannen und Buschländer. Einige Tiere stammten aus einer Plantage mit Eukalyptus-Bäumen.
Ein Weibchen hatte im Juni aktive Milchdrüsen. Weitere Angaben zum Verhalten fehlen.

## Gefährdung
Die IUCN listet Xantippes Spitzmaus aufgrund fehlender Bedrohungen und einer vermutlich stabilen Gesamtpopulation als nicht gefährdet (least concern).